# Astronidium sessile
Astronidium sessile är en tvåhjärtbladig växtart som först beskrevs av Albert Charles Smith, och fick sitt nu gällande namn av Albert Charles Smith. Astronidium sessile ingår i släktet Astronidium och familjen Melastomataceae. Inga underarter finns listade i Catalogue of Life.